# Miasta w Gwinei Równikowej
Według danych oficjalnych pochodzących z 2005 roku Gwinea Równikowa posiadała ponad 30 miast o ludności przekraczającej 1 tys. mieszkańców. Stolica kraju Malabo plasuje się na drugim miejscu i razem z miastem Bata liczyli ponad 100 tys. mieszkańców; 3 miasta z ludnością 10÷25 tys. oraz reszta miast poniżej 10 tys. mieszkańców.

## Największe miasta w Gwinei Równikowej
Największe miasta w Gwinei Równikowej według liczebności mieszkańców (stan na 04.07.2005):
| L.p. | Miasto     | Prowincja           | Liczba ludności |
| ---- | ---------- | ------------------- | --------------- |
| 1.   | Bata       | Prowincja Nadmorska | 173 046         |
| 2.   | Malabo     | Bioko Północne      | 155 963         |
| 3.   | Ebebiyín   | Kié-Ntem            | 24 831          |
| 4.   | Aconibe    | Wele-Nzas           | 11 192          |
| 5.   | Añisoc     | Wele-Nzas           | 10 191          |
| 6.   | Luba       | Bioko Południowe    | 8 655           |
| 7.   | Evinayong  | Środkowo-Południowa | 8 462           |
| 8.   | Mongomo    | Wele-Nzas           | 6 393           |
| 9.   | Mengomeyén | Wele-Nzas           | 5 947           |
| 10.  | Mikomeseng | Kié-Ntem            | 5 813           |

## Alfabetyczna lista miast w Gwinei Równikowej
- Acalayong
- Aconibe
- Acurenam
- Añisoc
- Ayene
- Baney
- Bata
- Bicurga
- Bidjabidjan
- Bitica
- Bolondo
- Cocobeach
- Cogo
- Corisco
- Ebebiyín
- Evinayong
- Fyad
- Luba
- Machinda
- Malabo
- Mbini
- Mengomeyén
- Mikomeseng
- Moca
- Mongomo
- Ncue
- Niefang
- Nkimi
- Nsang
- Nsok
- Nsork
- Palea
- Rebola
- Riaba
- Rio Campo
- San Antonio de Palé